# Ectatoderus sikorai
Ectatoderus sikorai är en insektsart som beskrevs av Andrej Vasiljevitj Gorochov 1988. Ectatoderus sikorai ingår i släktet Ectatoderus och familjen Mogoplistidae. Inga underarter finns listade i Catalogue of Life.